# Kingsman: The Golden Circle
Kingsman: El Cercle Daurat és una comèdia d'espies i acció del 2017 produïda i dirigida per Matthew Vaughn i escrita pel mateix Vaughn i Jane Goldman. És una seqüela de Kingsman: The Secret Service (2014), la qual està basada en la sèrie còmics Kingsman, creada per Dave Gibbons i Mark Millar. La pel·lícula compta amb Colin Firth, Taron Egerton, Mark Strong, Edward Holcroft, Hanna Alström, i Sophie Cookson amb els mateixos papers que en la primera pel·lícula. S'hi afegeixen Julianne Moore, Halle Berry, Pedro Pascal, Elton John, Channing Tatum, i Jeff Bridges. La trama obliga als membres de Kingsman a necessitar l'ajuda del seu homogeni americà, Statesman, després que el món sigui greument amenaçat per Poppy Adams i el seu càrtel de drogues, "El Cercle Daurat".

## Argument
Un any després dels esdeveniments de la pel·lícula anterior, Eggsy Unwin és ja un agent consolidat de Kingsman, en posició de 'Galahad', títol que abans tenia Harry Hart, el seu mentor. També ha començat una relació amb Tilde, Princesa de la Corona de Suècia. Mentre anava a seva casa des de la sastreria Kingsman, és atacat per Charlie Hesketh, un anterior candidat a Kingsman que va perdre el seu braç i cordes vocals durant l'escena final de la pel·lícula precedent, reemplaçant-los amb cibernètiques. Eggsy escapa de Charlie i els seus homes en una persecució en cotxe a través dels carrers de Londres, però el braç cibernètic de Charlie, perdut durant la persecució, queda al cotxe d'Eggsy, i ho aprofiten per hackejar els servidors de Kingsman als quals tenia accés a través del cotxe. Charlie passa la informació obtinguda a Poppy Adams, la dirigent del càrtel de drogues més gran del món, el Cercle Daurat. Poppy utilitza la informació per llançar una tanda de míssils que destrueixen a tot Kingsman excepte Eggsy i Merlin.
Eggsy i Merlin segueixen un protocol d'emergència que els porta a Statesman, un servei d'intel·ligència privat americà que té com a tapadera una destil·leria de whiskey a Kentucky. Allà, descobreixen que Harry va sobreviure al tret gràcies a la tecnologia d'Statesman, però patint amnèsia. També obtenen més informació sobre el Cercle Daurat a través de Champagne, cap dels Statesman, i les dues agències acorden treballar juntes per derrotar-lo. L'agent d'Statesman Tequila més tard es veu afectat per una estranya malaltia, tornant el seu cos de color blavós, i Whiskey el substitueix, essent el nou company d'Eggsy en la missió. Eggsy aconsegueix introduir un dispositiu de seguiment a la ex-xicota de Charlie, Clara Von Gluckfberg durant el festival de Glastonbury.
Eggsy més tard aconsegueix curar a Harry de l'amnèsia, amenaçant de disparar un cadell de Cairn Terrier molt semblant al gos que va haver d'entrenar durant el procés d'instrucció per a Kingsman. Poc abans la Poppy retransmet un missatge que diu al món sobre una toxina que ha afegit a tots els seus fàrmacs, la qual causarà que tots els qui n'hagin pres desenvolupin símptomes com Tequila, abans que progressi a paràlisi i finalment la mort. Ofereix l'antídot a tot el món si el President dels Estats Units acaba la prohibició de les drogues del seu país i immunitat a la seva organització. El President decideix que ja li està bé que els consumidors de drogues morin i segueix el joc a Poppy, amagant les seves verdaderes intencions.
Mentrestant, l'Eggsy, en Harry i en Whiskey segueixen a Clara a la fàbrica d'antídots del Cercle Daurat a Itàlia. Eggsy aconsegueix robar una mostra d'antídot, però és trencada involuntàriament per Whiskey durant un atac dels homes del Cercle Daurat. Això incita Harry a sospitar que Whiskey en realitat, va en la seva contra. Harry dispara Whiskey al cap, però Eggsy, creient que Harry encara està una mica tocat per la seva amnèsia, el salva amb la mateixa tecnologia que els Statesman van utilitzar per salvar Harry. Eggsy llavors descobreix que la Princesa s'ha vist afectada per les toxines, ja que havia pres drogues estant deprimida per la semi-infidelitat d'Eggsy amb Clara. Eggsy, Harry i Merlin descobreixen la ubicació de l'amagatall de Poppy, "Poppy Land", a Cambodja i volen allà per robar-li el portàtil que pot desplegar els drons que porten l'antídot arreu del món.
Durant la seva arribada a Poppy Land, l'Eggsy trepitja una mina, però Merlin es sacrifica per salvar-lo. Eggsy i Harry s'obren camí matant a tothom qui se'ls oposa; Eggsy mata a Charlie, mentre Harry destrueix els gossos robòtics de Poppy amb l'ajuda d'Elton John, qui havia estat segrestat per Poppy durant els esdeveniments de la pel·lícula anterior. S'apoderen del portàtil i injecten a Poppy una dosi concentrada de la seva toxina i heroïna. Poppy els dona la contrasenya del portàtil a canvi de l'antídot, però mor d'una sobredosi d'heroïna. Whiskey els interromp abans que puguin desplegar els drons, revelant que vol que tots els consumidors de drogues morin, ja que la seva muller embarassada va morir en un robatori comès per dos drogates. Eggsy i Harry lluiten i maten a Whiskey, i despleguen els drons arreu del món per salvar tots els afectats.
En l'epíleg, el President és detingut per conspirar per cometre genocidi a les víctimes de les drogues i l'Statesman adquireix una destil·leria a Escòcia per ajudar a reconstrueir Kingsman. L'Statesman Ginger Ale, especialista de suport, com era Merlin, és anomenada la nova Whiskey. L'Eggsy es casa finalment amb la Princesa Tilde i Tequila s'uneix als Kingsman, els quals adquireixen una nova sastreria a Londres.

## Repartiment
- Colin Firth com a Harry Hart / Galahad
- Julianne Moore com a Poppy Adams
- Taron Egerton com a Gary "Eggsy" Unwin / Galahad
- Mark Strong com a Merlin
- Halle Berry com a Ginger Ale
- Elton John com a ell mateix
- Channing Tatum com a Tequila
- Jeff Bridges com a Champagne "Champ"
- Pedro Pascal com a Jack Daniels / Whiskey
- Edward Holcroft com a Charles "Charlie" Hesketh

## Seqüela i possibles spin-offs
Vaughn va declarar que ell i Goldman tenien una tercera pel·lícula de Kingsman en marxa. Tot i que Vaughn inicialment va suggerir que la sèrie seria una trilogia, Mark Millar, coautor dels còmics originals, més tard va confirmar que com a mínim dues pel·lícules més estaven en procés.
Vaughn també va revelar que amb l'èxit de les pel·lícules de Kingsman, estava interessat en fer un spin-off sobre els Statesman.
Al desembre del 2017, Vaughn va donar a conèixer algunes de les seves idees per la tercera pel·lícula. Va confirmar que hi hauria un gran addició al repartiment -- tot i que encara no està decidida. A més, va dir que la tercera edició seria el següent capítol en l'evolució de l'Eggsy, i serà fet d'una manera aliena a la que el públic podria imaginar-se.
Al març del 2018, Vaughn va confirmar que encara estava treballant en el guió per la tercera pel·lícula. Tot i que no va revelar cap nou detall sobre l'argument, va dir que n'estava preparant una de grossa. En una altra entrevista, va deixar entreveure el retorn de Mark Strong com a Merlin, però no va confirmar ni negar els rumors.